# Carbonato di cesio
Il carbonato di cesio è il sale di cesio dell'acido carbonico, di formula Cs2CO3. A temperatura ambiente si presenta come un solido bianco inodore.
Rispetto ad altri carbonati come il carbonato di potassio, il carbonato di cesio è più solubile in solventi organici, perciò trova uso come base in sintesi organica.

## Preparazione
Il carbonato di cesio può essere preparato per decomposizione termica dell'ossalato di cesio. Dopo il riscaldamento, il cesio ossalato viene convertito in cesio carbonato rilasciando monossido di carbonio:
{\displaystyle {\ce {Cs2C2O4 -> Cs2CO3 + CO}}}
Può anche essere sintetizzato facendo reagire idrossido di cesio con anidride carbonica:
{\displaystyle {\ce {2 CsOH + CO2 -> Cs2CO3 + H2O}}}

## Reattività
Il carbonato di cesio è molto importante per la N-alchilazione di composti quali sulfonammidi, ammine, beta-lattami, indoli, composti eterociclici, immidi aromatiche N-sostituite, ftalimmidi e diversi altri composti simili. In presenza di tetracloroaurato di sodio (NaAuCl4), il carbonato di cesio è molto efficace per l'ossidazione aerobica di diversi tipi di alcoli in chetoni e aldeidi a temperatura ambiente senza composti polimerici aggiuntivi. Non c'è formazione di acido carbossilico prodotto quando si utilizzano alcoli primari. In passato sono stati utilizzati reagenti con metalli pesanti come il Cr(VI) ed il Mn(VII) per ossidare alcoli, tuttavia, questi reagenti sono tossici e relativamente costosi. Il carbonato di cesio può essere utilizzato anche in reazioni di coupling come la Suzuki, Heck, e Sonogashira. Carbonato di cesio produce carbonilazione di alcoli e ammine in modo più efficiente rispetto ad alcuni dei meccanismi che sono stati introdotti in passato.
Inoltre è ottimo come base per la formazione dei nucleofili (ad esempio dei carbossilati) in quanto forma coppie ioniche lasche e permette quindi una maggiore espressione della nucleofilia del composto.